# Keiga Kawahara
Keiga Kawahara (japonsky 川原慶賀, Kawahara Keiga), známý také jako Takumi Taguči nebo Tojosuke (1786–1860?), byl japonský malíř z pozdního období Edo. Maloval rostliny, ryby, ptáky, plazy, korýše, ale i společenské scény, krajiny a portréty na umělém ostrově Dedžima, v Edu, Kjótu a Nagasaki. Svá díla někdy podepisoval latinkou jako „Tojosky“, což byla západní zkomolenina jeho křestního jména Tojosuke.
Se zvláštním povolením japonské vlády Keiga pracoval v letech 1811–1842 jako malíř v nizozemské faktorii Dedžima v Nagasaki. Na žádost vedení holandské faktorie Keiga dokumentoval mnoho aspektů každodenního života v Japonsku. Jeho díla se nacházejí mimo jiné v muzeích v Japonsku (asi sto děl) a v Nizozemsku (asi tisíc).

## Život

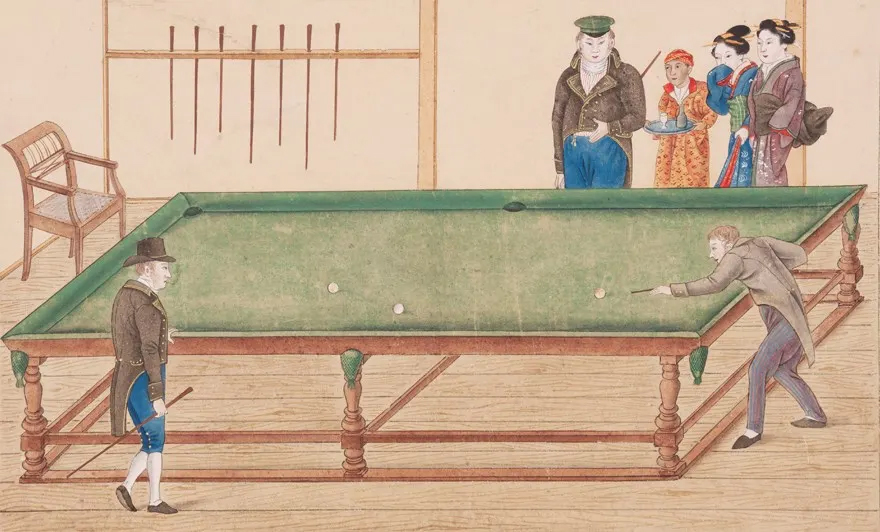
Keiga Kawahara: Holanďané hrajících biliár v Dedžimě.

Keiga Kawahara se narodil v Nagasaki jako syn malíře Kozana Kawahary a vyučil se u malíře Júšiho Išizakiho (石崎融思, 1768–1846). Své první malířské dovednosti nicméně získal jako učeň v rodinné tiskárně. Jeho otec dosáhl uznání jako malíř západního stylu, byl spolupracovníkem Genjúa Arakiho (荒木元融, 1728–1794), oficiálního odhadce obrazů (唐絵目利, kara-e mekiki) pro Tokugawský šógunát. Arakiho nástupce Júši Išizaki se věnoval kronikářským záznamům o artefaktech a aktivitách Holanďanů sídlících na ostrově Dedžima v Nagasackém zálivu. Keiga se brzy stal Júšiho žákem a se svým slavným a bohatým učitelem navázal celoživotní vztah.
V Dedžimě Keiga navázal úzký vztah s Philippem Franzem von Sieboldem. Ačkoli byl Keiga Kawahara vynikající malíř, Siebold nutně potřeboval umělce ovládající západní malířské techniky, kteří by nakreslili přesné náčrty vzorků pro jeho botanické studie. To Keiga v té době nesplňoval. Požádal generálního guvernéra v Batávii, aby takové malíře vyslal. Na jeho žádost byli v roce 1825 do Japonska vysláni dva lidé: jedním z nich byl lékárník Heinrich Bürger a druhým Carl Hubert de Villeneuve. Ten pak Keigu učil základům západních malířských technik.

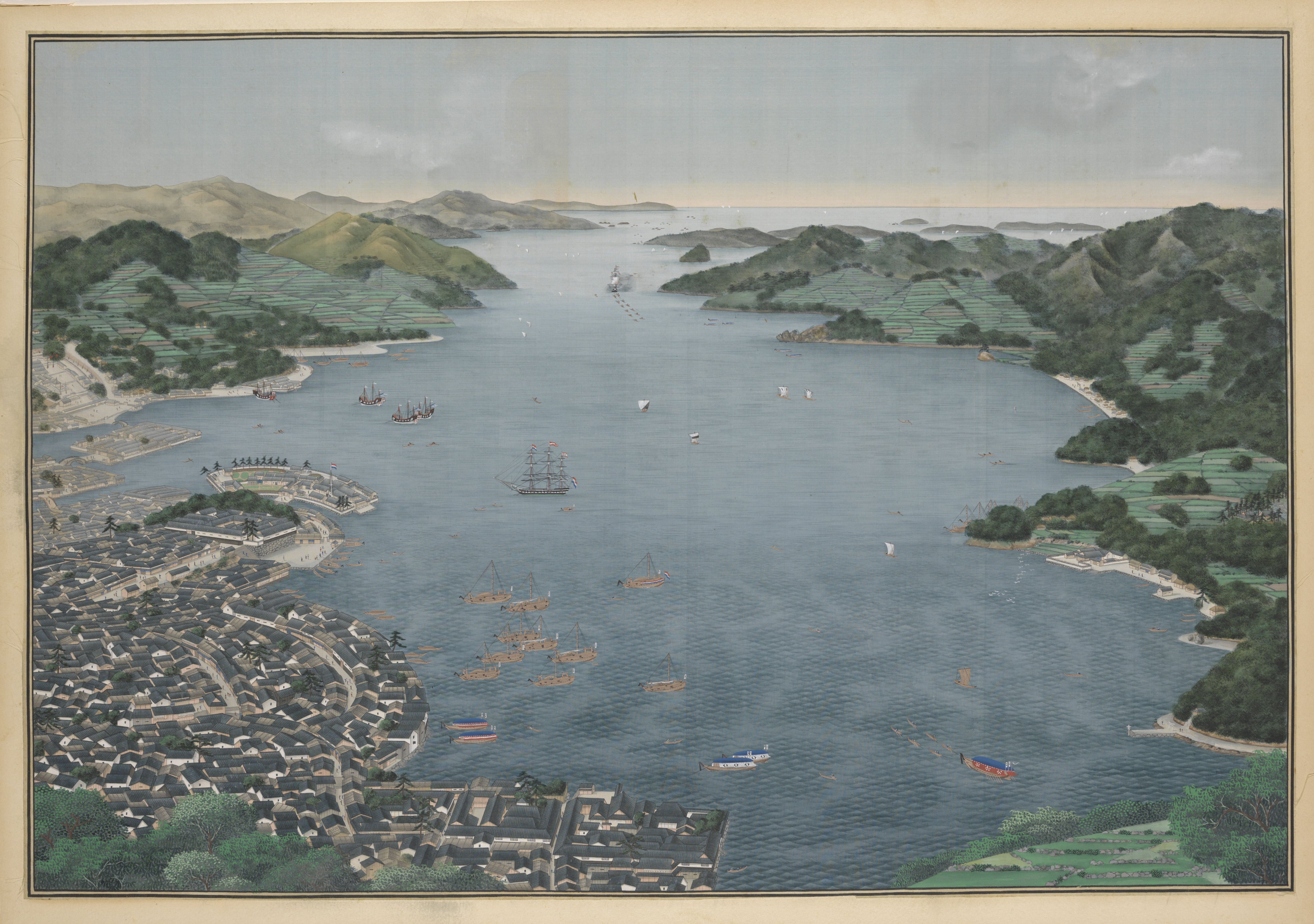
Malba přístavu Nagasaki na hedvábí z dílny Keiga Kawahary (75,5 × 48,6 cm). Zobrazuje holandskou obchodní stanici na ostrově Dedžima (ostrov ve tvaru půlměsíce), vlevo od ní je obdélníková čínská obchodní stanice.

Když se Siebold v roce 1826 vydal na dvorní cestu do Eda, vzal Keigu s sebou. V souladu se Sieboldovými požadavky a pokyny Keiga kreslil různé objekty, včetně pouličních scén, malebných míst, svatyní a chrámů, okolí Kjóta, Ósaky a Eda, dvorských šlechtických a samurajských oděvů, rostlin a zvířat i lidi, se kterými se na cestě do Eda setkali.
V roce 1829 ukončil oficiální Keigovo působení v Dedžimě skandál spojený se Sieboldovým pokusem propašovat mapy japonského pobřeží ze země. Šógunát Keigu na tři měsíce uvěznil (někteří Sieboldovi japonští známí tak snadno nevyvázli a byli odsouzeni k smrti), zatímco Siebold byl z Japonska vyhoštěn. Po krátkém vyhnanství na Kjúšú se Keiga vrátil a změnil si jméno na Taguči. Jeho syn pak přijal jméno Rokoku Taguči. V roce 1842 byl pak potrestán znovu, tentokrát za vyobrazení přístavu Nagasaki, na kterém věrně zobrazil rodinné erby samurajských klanů na lodích, které v zátoce kotvily. Proto byl z Nagasaki i Eda vypovězen.

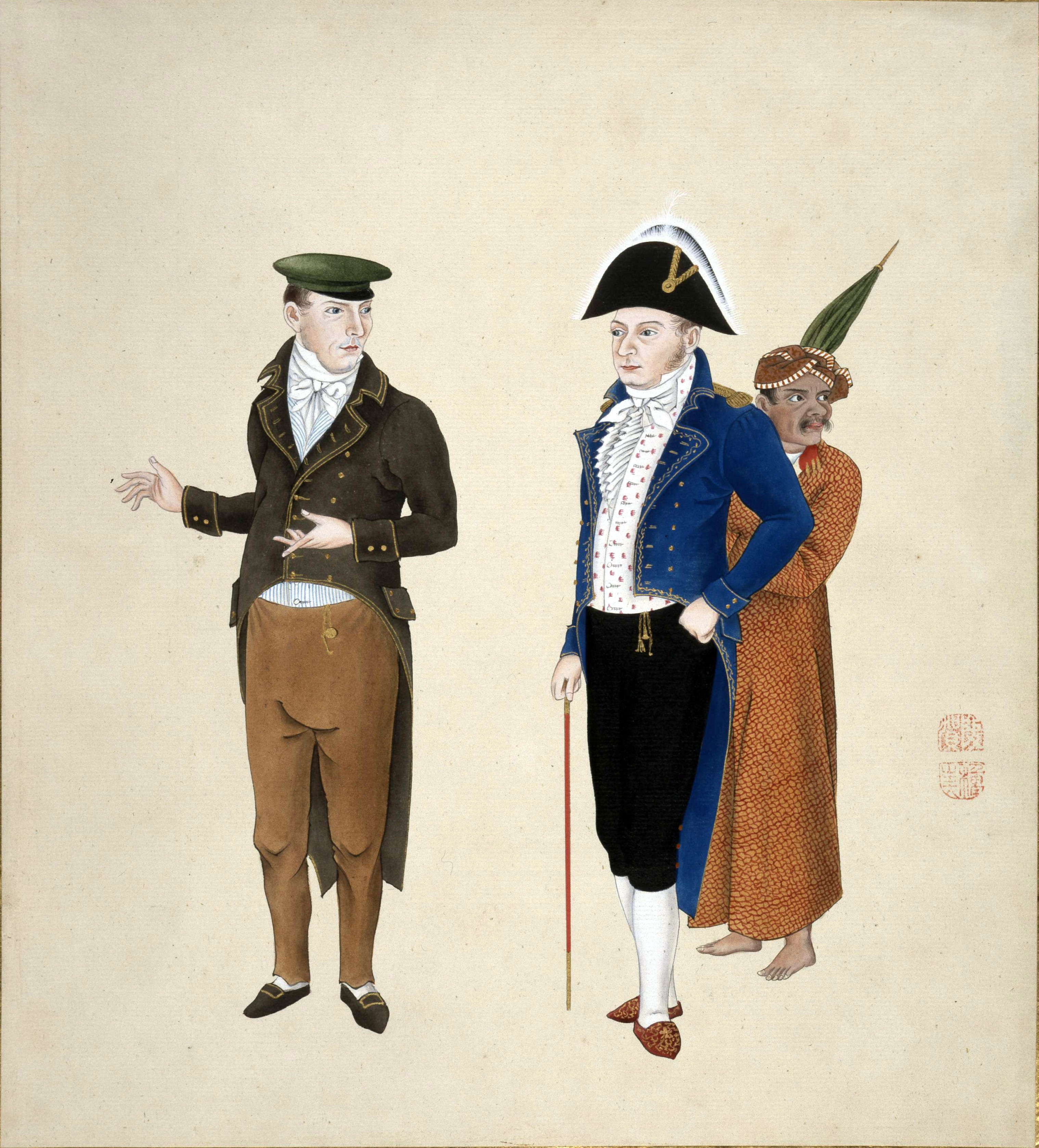
Holanďané a jejich sluha, obraz z dílny Keiga Kahawary.

Nicméně čtyři roky po vypovězení Keiga již pracoval na nástropní malbě v buddhistickém chrámu Wakimisaki Kannondži (dnes město Wakimisaki) nedaleko Nagasaki. Pět ze 150 nástropních maleb, které se dochovaly v Wakimisaki Kannonji, nese Keigův podpis.
Rok ani místo Kawaharova úmrtí není známé. Vzhledem k tomu, že u jeho nejstaršího dochovaného díla, portrétu paní Kiku Nagašimy z roku 1860, je uvedeno, že jej Keiga namaloval ve věku 75 let, dokážeme určit alespoň rok jeho narození.